# Laura Badea-Cârlescu
Laura Gabriela Badea-Cârlescu (Bucarest, 28 marzo 1970) è un'ex schermitrice rumena, specializzata nel fioretto. Ha vinto una medaglia d'oro, una d'argento ed una di bronzo nella scherma ai Giochi olimpici.

## Biografia
Badea è nata a Bucarest nel 1970. Praticava pallamano e atletica leggera prima di dedicarsi alla scherma all'età di 13 anni con Rodica Popescu, allenatrice del CSS 1 Bucarest. In seguito fu allenata da Maria Vicol e Ana Pascu. Da grande fan de I tre moschettieri di Alexandre Dumas, ha immediatamente iniziato a praticare questo sport. Successivamente è entrata a far parte del CSA Steaua București.
Si è laureata presso l'università nazionale di educazione fisica e sport di Bucarest nel 1995. Ha conseguito nel 2003 un master in comunicazione e gestione delle risorse umane presso l'università di Bucarest e nel 2007 un master in gestione dello sport e marketing presso l'università Alexandru Ioan Cuza di Iași. Ha anche conseguito un dottorato di ricerca in scienze dello sport in tema di contributi a chiarire il rapporto tra intelligenza motoria e capacità di sforzo nella scherma di alto livello.
Nel 1999 Badea ha sposato lo schermidore Adrian Cârlescu. La coppia ha una figlia.

## Carriera
Badea ha preso parte alle sue prime olimpiadi a Barcellona nel 1992, dove ha vinto la medaglia di bronzo a squadre insieme a Reka Szabo, Elisabeta Tufan, Claudia Grigorescu e Ozana Dumitrescu. La Romania ha vinto la medaglia d'argento ai Campionati mondiali del 1993 a Essen, poi la medaglia d'oro ai Campionati mondiali del 1994 ad Atene. L'anno dopo Badea ha vinto il suo primo titolo individuale ai Campionati mondiali dell'Aia; ha anche vinto una medaglia d'argento nella competizione a squadre. Alle olimpiadi  del 1996 ad Atlanta, Badea ha vinto la medaglia d'oro dopo aver sconfitto Valentina Vezzali ed è diventata la prima e unica campionessa olimpica rumena. Nell'evento a squadre la Romania è stata sconfitta dall'Italia in finale.
Badea si è ritirata dalle competizioni nel 2004. Nel 2013 è stata introdotta nella Hall of Fame della IFF.

## Palmarès
In carriera ha conseguito i seguenti risultati:
- Giochi olimpici

Barcellona 1992: bronzo nel fioretto a squadre.
Atlanta 1996: oro nel fioretto individuale ed argento a squadre.
- Mondiali

Essen 1993: argento nel fioretto a squadre.
Atene 1994: oro nel fioretto a squadre.
L'Aia 1995: oro nel fioretto individuale ed argento a squadre.
Città del Capo 1997: argento nel fioretto a squadre.
La Chaux de Fonds 1998: argento nel fioretto a squadre.
Lisbona 2002: argento nel fioretto a squadre.
L'Avana 2003: bronzo nel fioretto a squadre.
New York 2004: bronzo nel fioretto a squadre.
- Europei

Linz 1993: bronzo nel fioretto individuale.
Cracovia 1994: argento nel fioretto individuale.
Limoges 1996: oro nel fioretto individuale.
Danzica 1997: oro nel fioretto individuale.
Bolzano 1999: argento nel fioretto a squadre e bronzo individuale.
Funchal 2000: argento nel fioretto a squadre.
Mosca 2002: argento nel fioretto individuale.
Copenaghen 2004: oro nel fioretto individuale ed a squadre.